# عين حرشة

## الموقع والخصائص
تقع عين حرشة في قضاء راشيّا على ارتفاع 000، 1 م. عن سطح البحر وعلى مسافة 95 كلم عن بيروت عبر شتورة ـ راشيّا الوادي ـ بكّيفا ـ بيت لهيا . مساحة أراضيها 775 هكتارا. زراعاتها حبوب وكرمة. عدد أهاليها المسجّلين قرابة 100، 1 نسمة من أصلهم حوالى 400 ناخب.
الاسم والآثار
عين حرشا الآرامية تعني السحر والرقيّة؛ في البلدة نواويس مدفنيّة، وفي شرقها بقايا معبد أثريّ ضخم يشبه طراز قلعة بعلبك، مبنيّ بصخور عليها نقوش وكتابات لم تفكّ طلاسمها.
عائلاتها
مسيحيّون: فارس، عيد، أبو عسلي، جبران. حبيب. الحدّاد. الخوري. داوود. زغيب. سمعان. كرم.
موحّدون دروز: أبو طرابي. جابر. شديد. ظاهر. مرعي.

## البنية التجهيزيّة

### المؤسّسات الروحيّة والتربويّة والإداريّة
كنيسة مار مخايل: جدّد بناؤها 1997 ؛ مدرسة رسميّة ابتدائيّة مختلطة.

### المؤسّسات الإداريّة
بنتيجة انتخابات 1998 جاء سليم أبي ترابي مختارا؛ وجاء مجلس بلدي قوامه: مخايل أبو عسلي رئيسا، جبرائيل عيد نائبا للرئيس، والأعضاء: ملحم فارس، فايز جبران، ميشال داود، إميل حبيب، شكيب مرعي، خزاعي جابر، ومحمّد شديد. على أن تكون الرئاسة مداورة بين مخايل أبو عسلي، وملحم فارس؛ محكمة ودرك راشيّا.

### البنية التحتيّة والخدماتيّة
مياه الشفة من بئر أرتوازيّة ومشروع شمسين عبر شبكة؛ الكهرباء من الليطاني

### المؤسّسات الصناعيّة والتجاريّة
مشاغل حرفيّة؛ بضعة محالّ وحوانيت تؤمّن المواد الغذائيّة والحاجيّات الأساسيّة.
مناسباتها الخاصّة
عيد مار ميخائيل 8 تشرين الثاني.
من عين حرشا
د. حسيب توفيق أبو عسلي: رئيس للتنظيم الأرثذوكسي العام؛
د. منير أبو عسلي: عميد لكليّة العلوم فرئيس للمركز التربوي للبحوث؛
نجيب أبو عسلي: مفتّش عام في البريد؛
جورج إبراهيم الخوري: صحافي، رئيس تحرير مجلّة الشبكة
؛ إبراهيم الياس الخوري: مخرج، ساهم في تأسيس إذاعة صوت لبنان، مدير عام إذاعة«الشرق» في باريس، ساهم في تأسيس تلفزيون«المستقبل»، رئيس مجلس إدارة تلفزيون لبنان منذ 1999.
عين حرشة هي قرية تقع في قضاء راشيا وجنوب محافظة البقاع في لبنان. تقع شرق جبل حرمون بالقرب من الحدود السورية جنوب ضهر الأحمر.
يجلس قرية كا. 1,200 متر (3,900 قدم) فوق مستوى سطح البحر والاسم في الآرامية يعني «بيت الأرواح» أو «مكان للعبادة» مع بعض يرى هذا مستمد من «عيد السحر» بسبب الفولكلور المحلي مما يشير إلى روح شريرة من عين آل حرش يسكن ينابيع لبنان.

## المعبد الروماني
2 كيلومتر (2,000 م) (حوالي 40 دقيقة سيرًا على الأقدام) على طول طريق صخري، على قمة سلسلة من التلال إلى الغرب، 525 متر (1,722 قدم) أعلى من قرية تقع واحدة من أفضل الأمثلة على الروماني المعبد على مقربة من جبل حرمون. يمكن الوصول إلى معبد عين حرشة من خلال السير من قرية عين عطا. تم ترميمه في 1938-1939 ويعود تاريخه إلى نقش يوناني على إحدى الكتل إلى 114-115 م. تم بناء المعبد من الحجر الجيري، ويفتح شرقًا ويمتزج جيدًا مع المناظر الطبيعية. حالة الالتصاق والجدار الغربي في حالة جيدة بشكل خاص وتظهر قواعد العمودين ما الذي يدعم الحزم والسقف. كتل منحوتة تظهر تماثيل نصفية لسيلين، آلهة القمر وهيليوس، إله الشمس. حول الموقع بقايا المسكن القديم والمقابر.

### عين حرشة
هي سلطة المحلية لبنانية، والتي تقع في قضاء راشيا واحدة من التقسيمات الإدارية في محافظة البقاع.

### الموقع
| المسافة من بيروت | ارتفاع (متر) | المساحة (هكتار) |
| ---------------- | ------------ | --------------- |
| 96               | 1 900        | 787             |

### عنوان البلدية
المصدر: مكتب وزير الدولة لشؤون الإصلاح الإداري (الجمهورية اللبنانية)

| رقم الهاتف  | رقم الفاكس  | البريد الإلكتروني | مواقع النسيج |
| ----------- | ----------- | ----------------- | ------------ |
| 08/ 520 184 | 08/ 520 184 |                   |              |

### البيانات حول الانتخابات
المصدر: وزارة الداخلية والبلديات (الجمهورية اللبنانية)

| الناخبين المسجلين | عدد مقاعد المجالس البلدية | عدد المخاتير |
| ----------------- | ------------------------- | ------------ |
|                   |                           |              |

| الناخبين المسجلين | عدد مقاعد المجالس البلدية | عدد المخاتير |
| ----------------- | ------------------------- | ------------ |
|                   |                           |              |

### عائدات الصندوق البلدي المستقل
المصدر: الجريدة الرسمية (الجمهورية اللبنانية)

| سنة  | العائدات (آلاف ليرة لبنانية) |
| ---- | ---------------------------- |
| 2014 | 95104                        |
| 2013 | 90190                        |
| 2012 |                              |

## روابط خارجية
- Panoramio - صور عين حرشة الرومانية
- سياحة لبنان - معبد عين حرشة الروماني
- مشروع طريق لبنان الجبلي